# アリソン・ランダル
アリソン・ランダル(Allison Randal)は、言語学者、ソフトウェア開発者そして作家である。彼女は、Parrot仮想機械プロジェクトの元チーフ・アーキテクト、Perl財団の理事、Pythonソフトウェア財団の理事、そしてParrot財団の元議長である。彼女はまた、Parrot仮想機械のテストケース用コンパイラ、Punieの先導開発者（リード・デヴェロッパー）でもある。彼女は、書籍"Perl 6 and Parrot Essentials"を共同で著しており、またRakuの概要についても文書を記している。彼女はオライリーメディアにて以前勤務していた。2010年8月20日、アリソンはUbuntuの技術アーキテクトとしてCanonicalに現在勤務していることを公表した。